# 乔治·武井

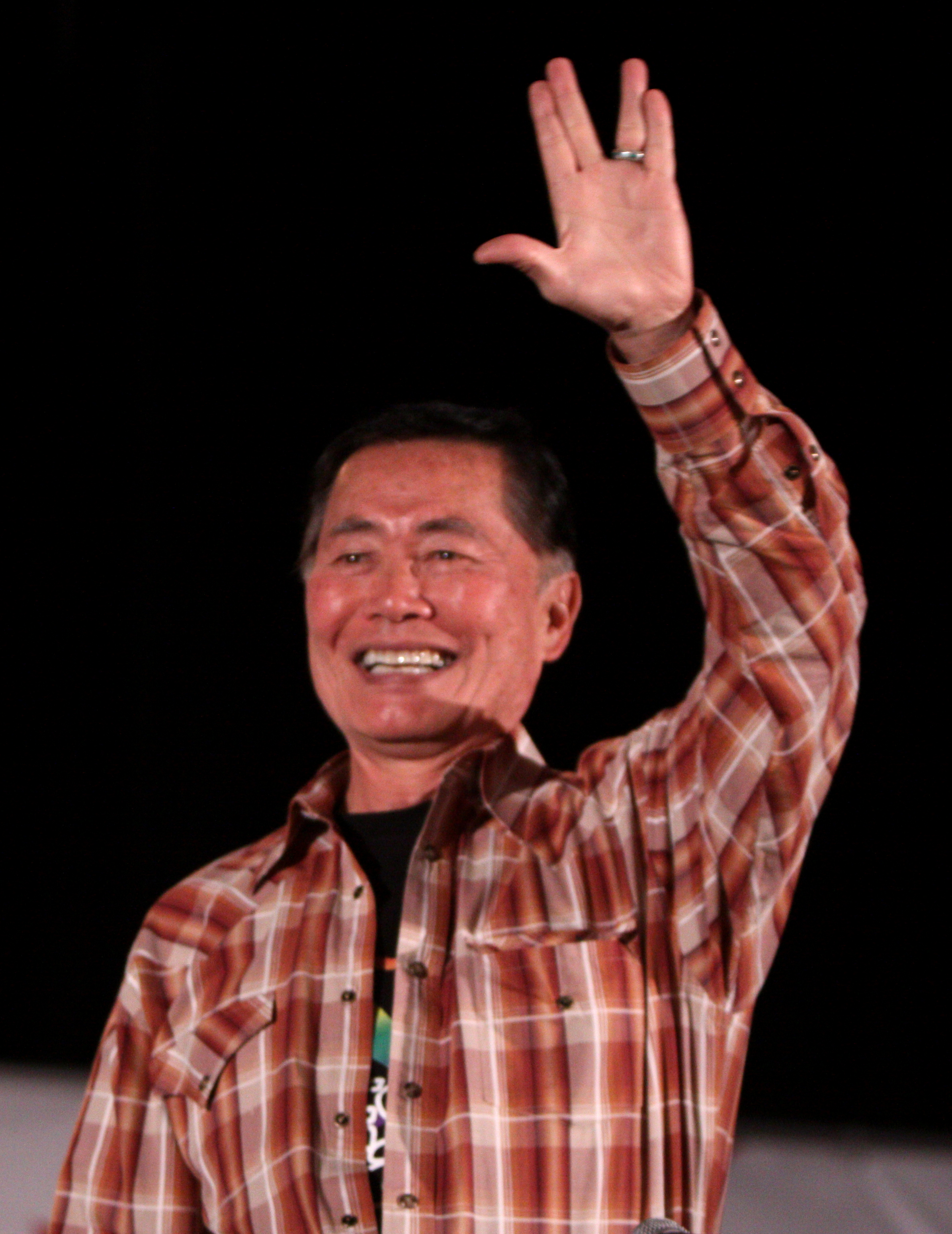
攝於2011年。

喬治·穗鄉·武井，和名武井穗鄉（日语：／ Takei Hosato，1937年4月20日—），是一位日裔美国著名演员、導演、作家和行動主義者，他因在美国影集《星艦迷航記》中飾演企業號的舵手光·蘇魯上尉而聞名。
他的姓氏常被误譯為「竹井」，然而他在回日本广岛叙旧时拿出的家庭相册上用汉字写着“武井”。

## 生平

### 早年生活
喬治·武井的父親是個親英派人士。由於英王喬治六世在1937年加冕，所以他把同年出世的兒子取名「喬治」（George）。喬治·武井出生後不久就遇上“珍珠港事件”。他的家庭被送進了阿肯色州的日裔美國人強制集中營。在整個二戰期間，喬治·武井的家庭流離於不同的集中營之間。直到二戰結束，他們才返回洛杉磯。
高中畢業後喬治·武井進入加州大学伯克利分校就讀建築。但是一個廣告改變了他的人生。當時米高梅引進了一部日本電影《空中大怪獸拉頓》（1956），需要有人為其中的角色配音。喬治·武井成功的完成了這個任務，並徹底的愛上了表演。回到學校後，他轉到了洛杉磯加利福尼亞大學開始學習表演隨後他通過在米高梅認識的一個經紀人，在1956年的劇集《Playhouse 90》裏扮演了一個日本士兵，這也是他的螢幕處女作。在大學期間喬治·武井還參加過多部影視作品的拍攝。 他於1960年獲得戲劇學士學位，跟著在1964年獲戲劇碩士學位。

### 事業有成
1965年，喬治·武井遇到了事業的轉捩點。製片人吉恩·罗登伯里邀請他在《星艦奇航記》（1966）中扮演光·蘇魯（Hikaru Sulu）上校。這部經典科幻劇集裏的角色為喬治·武井帶來了巨大的知名度。後來他還在《星艦奇航記VI：邁入未來》（1991）和《星艦奇航記：重返地球》（1995）出演同樣的角色。
2008年，喬治·武井在美國藝電公司（EA）發行的即時戰略類遊戲《命令与征服：红色警戒3》中扮演天皇芳朗（Emperor Yoshiro）。

## 私人生活
未出櫃前已一直和布萊德·阿爾特曼（Brad Altman）在一起，2005年因時任州長的阿諾·史瓦辛格對加州議會通過的婚姻平權法案執行否決權，首度公开承认自己是同性恋（並已有戀人）來表達抗議。2008年和阿爾特曼結婚，阿爾特曼婚後跟武井姓。
乔治·武井的日文非常流利。他在回母亲的祖籍地——广岛市时，曾用日文与当地中学生对话。

## 外部連結
- 官方网站
- 喬治·武井在互联网电影资料库（IMDb）上的資料（英文）
- 乔治·武井的Facebook專頁